# 히노 유리카
히노 유리카(일본어: 日野 由利加 ひの ゆりか[*], 1963년 1월 16일~)는 일본의 성우. 가나가와현 요코하마시 출신. 오피스PAC 소속.

## 출연작

### 애니메이션/게임
- 그래플러 바키 - 아케자와 에미
- 극장판 동물의 숲 - 비앙카
- 나루토 - 테루미 메이
- 도메스틱 그녀 - 타치바나 츠키코
- 도쿄 언더그라운드 - 카게
- 마법소녀대 아루스 - 아루스의 엄마
- 명탐정 코난 - 시라이시 후미코(황미영), 오오키 아야코(이미진, 57화)
- 바벨 2세 - 키리시마 료코
- 산카레아 - 후루야 유즈나
- 서브마린 707R - 캐서린
- 성계의 문장 - 마르카
- 신 북두의 권 - 사라
- 아야시노 세레스 - 미카게 아야의 어머니
- 역전재판 그 「진실」, 이의 있음! - 히메가미 사쿠라
- 유성전대 무스멧트 - 이로베 무라사키
- 이스 셀세타의 수해 - 바미
- 인형조종사 사콘 - 요우코
- 전국 바사라 - 노히메
- 철완 아톰 - 쵸탄멘
- 카우보이 비밥 - 카테리나
- 카이도마루 - 오우니 히메
- 파름의 나무 - 코람
- 페콜라 - 스팀
- 하이랜더 - 모야
- 히카루의 바둑 - 신도우 미츠코(신도우 히카루의 엄마)
- B'T X NEO - 호쿠토의 엄마
- X-MEN - 진 그레이
- Yes! 프리큐어5/GoGo - 유메하라 메구미

### 외화
- 위노나 라이더 전담
  - 데스티네이션 웨딩 - 린제이
  - 드라큘라 - 미나 하커/엘리사베타 ※ 이전 DVD · 비디오 버전
  - 미스터 디즈 - 바베 베넷
  - 보이스 - 패티 베어
  - 순수의 시대 - 메이 웰랜드
  - 에이리언 4 - 콜 ※ 소프트 버전
  - 작은 아씨들(1994) - 조세핀 마치
- 건샤이 - 주디 팁(산드라 블록)
- 고양이와 개에 관한 진실 - 노엘(우마 서먼)
- 기황후 - 황태후(김서형)
- 길버트 그레이프 - 베키(줄리엣 루이스)
- 달자의 봄 - 위선주(이혜영)
- 당신이 잠든 사이에 - 루시 모데라츠(산드라 블록)
- 디아볼릭 - 미아 바란(이자벨 아자니)
- 더 록 - 칼라(바네사 마실) ※ 일본 TV 버전
- 매트릭스 시리즈 - 트리니티(캐리앤 모스) ※ 극장 더빙 버전
- 머시니스트 - 스티비(제니퍼 제이슨 리)
- 명탐정 포와로 - 메리 데브넘(제시카 채스테인)
- 무간도 1,3 - 이심아(진혜림) ※ 소프트 버전
- 바람과 함께 사라지다 - 스칼렛 오하라(비비안 리) ※ 워너 소프트웨어. PDDVD 버전
- 복수는 나의 것 - 류 누나(임지은)
- 삼국(드라마) - 채부인(조희문)
- 상하이 - 애나(공리)
- 세븐 - 트레이시 밀스(귀네스 팰트로) ※ 후지 TV 버전
- 소피의 선택 - 소피(메릴 스트립) ※ BD 버전
- 스피시즈 - 실 (나타샤 헨스트리지) ※ 지상파 버전
- 스피시즈 2 - 이브 (나타샤 헨스트리지) ※ 지상파 버전
- 시몬 - 시몬(레이첼 로버츠)
- 야왕 - 백도경(김성령)
- 엔비 - 데비 딩먼(레이첼 바이스)
- 역전의 여왕 - 황태희(김남주)
- 이창 - 리사(그레이스 켈리) ※ BD 버전
- 키스의 전주곡 - 리타 보일(멕 라이언)
- 코렐리의 만돌린 - 펠라기아(페넬로페 크루스)
- 콜드 워 - 양자미(양채니)
- 킬러들의 수다 - 오영란(고은미)
- 킬링 조이 - 조이(줄리 델피)
- 탄생 - 안나(니콜 키드먼)
- 태양 속으로 - 전혜린(명세빈)
- 터미네이터 2 - 사라 코너(린다 해밀턴) ※ 소프트 버전
- 펠리칸 브리프 - 다비 쇼(줄리아 로버츠) ※ 소프트 버전
- 풍산개 - 인옥(김규리)
- 프랑켄슈타인 - 엘리자베스(헬레나 본햄 카터) ※ 아사히 버전
- 피파 리의 특별한 로맨스 - 지지 리(모니카 벨루치)
- 한니발 라이징 - 레이디 무라사키(공리)
- 헝거 게임 시리즈 - 알마 코인(줄리앤 무어)
- 혹성탈출 - 아리(헬레나 본햄 카터) ※ 주문형 전달 버전
- 흑표천하 - 청청(임청하)